# XO-1 b
XO-1 b (Negoiu) – planeta pozasłoneczna znajdująca się około 600 lat świetlnych od Ziemi w gwiazdozbiorze Korony Północnej. Obiega ona żółtego karła XO-1 (Moldoveanu). Planeta ta została odkryta w 2006.

## Odkrycie
W 2006 międzynarodowy zespół odkrył planetę wielkości Jowisza, nazwaną później XO-1 b, okrążającą gwiazdę podobną do Słońca. Zespół, którego szefem był Peter McCullough ze Space Telescope Science Institute w Baltimore, składał się z 4 astronomów amatorów z Ameryki Północnej i Europy.
McCullough wraz z zespołem używali stosunkowo niedrogiego teleskopu nazywanego teleskopem XO, zrobionego z ogólnie dostępnego sprzętu, by szukać planet pozasłonecznych. Teleskop ten składał się z dwóch 200-milimetrowych teleobiektywów, w kształcie przypominających lornetkę. Teleskop ten znajdował się na szczycie wulkanu Haleakalā na Hawajach.
Od września 2003 do września 2005 teleskop XO badał dziesiątki tysięcy jasnych gwiazd. W tym czasie zespół McCullougha badał kilkadziesiąt gwiazd, które wcześniej zostały zidentyfikowane jako prawdopodobne posiadaczki planet pozasłonecznych. Gwiazda XO-1 w szczególności została oznaczona jako kandydatka w czerwcu 2005. Astronomowie obserwowali ją od czerwca do lipca 2005, ostatecznie potwierdzając, że obiekt wielkości planety okrążał ją. Wtedy zespół McCullougha przeniósł się do McDonald Observatory w Teksasie, by zdobyć informacje dotyczące masy obiektu oraz potwierdzić, że jest to rzeczywiście planeta.

### Tranzyt
Zespół McCullougha znalazł planetę poprzez wykrycie nieznacznego zmniejszenia jasności gwiazdy, kiedy planeta przechodziła przez jej tarczę. Takie zjawisko nazywane jest tranzytem. Ilość światła dochodzącego z gwiazdy podczas tranzytu była o około 2% mniejsza niż normalnie. Ich obserwacje wykazały, że XO-1 b znajduje się na ciasnej orbicie wokół XO-1, okrążając swoją gwiazdę w ciągu około 4 dni.
XO-1 b była dziesiątą planetą odkrytą dzięki metodzie tranzytowej i w momencie odkrycia 180. planetą pozasłoneczną. Była to także druga planeta odkryta za pomocą teleobiektywów (po TrES-1 b odkrytej w 2004). Metoda tranzytowa pozwala astronomom na określenie średnicy i rzeczywistej masy planety. Astronomowie używają później tych informacji do wyliczenia innych wartości, np. jej gęstości.

### Prędkość radialna
| Jowisz | XO-1 b |
| ------ | ------ |
|        |        |

Zespół potwierdził obecność planety, używając teleskopu Harlana J. Smitha oraz teleskopu Hobby-Eberly, by zmierzyć drobne perturbacje wywołane przez planetę na jej gwieździe. Zbadanie zmian jej prędkości radialnej pozwoliło zespołowi obliczyć dokładną masę planety, która okazała się być nieznacznie mniejsza od masy Jowisza. Ta planeta jednak jest znacznie większa, niż sugerowałaby masa. McCullough powiedział: „...Ze wszystkich planet, które przeszły przez tarczę swojej gwiazdy, XO-1 b jest dotychczas najbardziej podobną do Jowisza, a gwiazda XO-1 jest najbardziej podobną do Słońca, jednakże XO-1 b znajduje się znacznie bliżej swojej gwiazdy niż Jowisz od Słońca.”
Technika użyta przez zespół do znalezienia XO-1 b była innowacyjna pod tym względem, że do wykrycia planety pozasłonecznej użyte zostały stosunkowo niedrogie teleskopy. Metoda ta ograniczona jest jednak jedynie do planet okrążających swoje gwiazdy po ciasnych orbitach, a przy tym na tyle dużych, by wywoływać możliwe do zmierzenia zmniejszenie jasności gwiazdy.

## Charakterystyka fizyczna
Jako planeta o masie porównywalnej do masy Jowisza oraz o ciasnej orbicie wokół swojej gwiazdy, XO-1 b jest przykładem gorącego jowisza. Podobnie jak pozostałe znane tranzytujące gorące jowisze takie jak HD 209458 b czy TrES-1, planeta ma niską gęstość, co wskazuje, że jest to gazowy olbrzym zbudowany głównie z wodoru i helu.

## Nazwa
Planeta ma nazwę własną Negoiu, będącą nazwą drugiego co do wysokości szczytu górskiego w Rumunii (2535 m n.p.m.). Nazwa została wyłoniona w konkursie zorganizowanym w 2019 roku przez Międzynarodową Unię Astronomiczną w ramach stulecia istnienia organizacji. Uczestnicy z Rumunii mogli wybrać nazwę dla tej planety. Spośród nadesłanych propozycji zwyciężyła nazwa Negoiu dla planety i Moldoveanu dla gwiazdy.